# François Godefroy
François Godefroy (* 1743 in Bois-Guillaume, Normandie; † 28. April 1819 in Paris) war ein französischer Kupferstecher und Grafiker.

## Leben

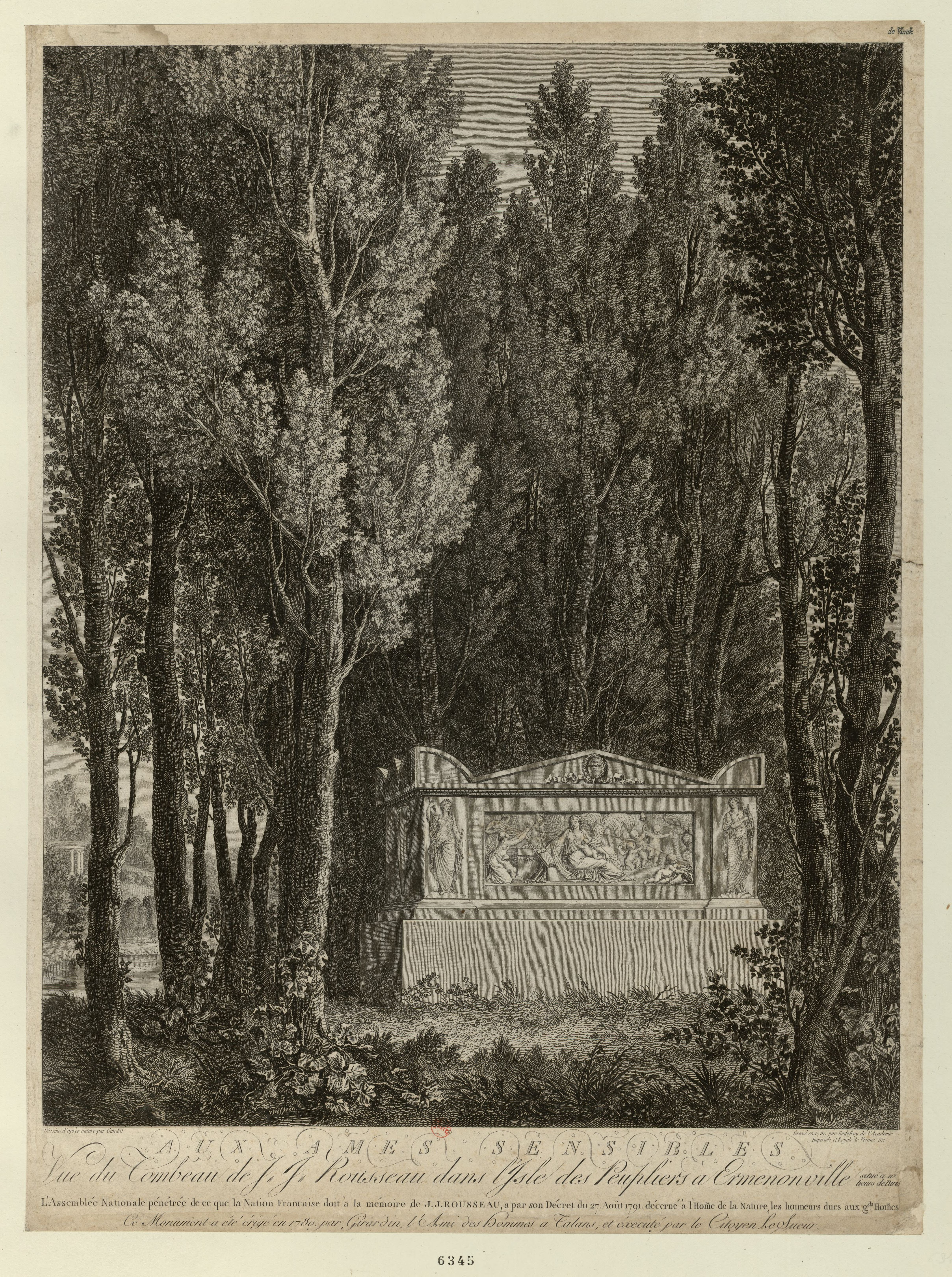
Ansicht von Rousseaus Grab auf der Pappelinsel, 1781, Stich nach einem Gemälde von Joseph Gandat

Godefroy erhielt eine künstlerische Ausbildung zunächst im Atelier von Jean-Baptiste Descamps in Rouen, anschließend in Paris bei Jacques-Philippe Le Bas. Nach Georg Kaspar Nagler galt er als dessen bester Schüler und war für landschaftliche Darstellungen besonders talentiert. Er machte er sich als Reproduktionsgrafiker selbständig und arbeitete in den 1780er Jahren an mehreren umfangreichen Verlagsprojekten mit. In den Jahren 1798–1810 war er auf dem Salon de Paris vertreten. Er war Vater von Adrien Godefroy, der auch sein Mitarbeiter war.
Godefroy wurde Mitglied der k.k. Hofakademie der Maler, Bildhauer und Baukunst in Wien, war Vorsitzender der Athénée des Arts zu Paris sowie Mitglied der Académie de Rouen und der Société libre d’Émulation zu Rouen.